# Mikomax (grupa kolarska)
Knauf-Mikomax – była polska zawodowa grupa kolarska założona w Łodzi w 2001 roku. Była kontynuatorem tradycji sekcji kolarskiej KS Tramwajarz Łódź. Po sezonie 2004 grupa formalnie przestała istnieć, gdyż została przejęta przez stowarzyszenie Domin Sport, przeniesiona do Włoszczowy i w 2005 roku funkcjonowała jako Knauf Team.

## Historia

### Chronologia nazw oraz kodów UCI
- 1995: ViS-Tramwajarz-Orzeł
- 1996: Mikomax
- 1997: Mikomax-To i Owo
- 1998: Mikomax-To i Owo-Browar Namysłów
- 1999: Mikomax-Dino 96-Browar Staropolski
- 2000: Mikomax-Browar Staropolski-Oknoplast
- 2001: Mikomax-Browar Staropolski (Kod UCI: MIK)
- 2004: Knauf-Mikomax (Kod UCI: MIK)

### KS Tramwajarz Łódź, powstanie grupy
Powojenne kolarstwo w Łodzi przez pierwsze lata po zakończeniu II wojny światowej opierało się głównie o kolarską sekcję KS Tramwajarz. Występowali w niej między innymi: Stanisław Grzelak - zwycięzca Tour de Pologne 1947 czy bracia Jerzy Liszkiewicz i Ludwik Liszkiewicz. W wyniku reorganizacji polskiego sportu, KS Tramwajarz zostaje włączony do ZS Ogniwo, które później połączono z ZS Spójnia w ZS Sparta. Przy okazji włączenia do ZS Ogniwo zaprzestano działalności sekcji kolarskiej. Do nazwy KS Tramwajarz powrócono w 1956 roku. W latach 60. reaktywowano sekcję kolarską. W roku 1980 sekcja ograniczyła działalność grup seniorskich, pozostając tylko przy szkoleniu juniorów.
W 1995 przy KS Tramwajarz została zarejestrowana amatorska grupa kolarska. W 1999 roku grupa zmieniła status i stała się zawodową.

### Sezon 2004 – Knauf-Mikomax

#### Skład
| Imię i nazwisko     | Data urodzenia | Narodowość |
| Rafał Czerwiński    |                | Polska     |
| Włodzimierz Gilicki |                | Polska     |
| Krzysztof Jeżowski  |                | Polska     |
| Mariusz Kamiński    |                | Polska     |
| Tomasz Kiendyś      |                | Polska     |
| Tomasz Lisowicz     |                | Polska     |
| Dariusz Nowak       |                | Polska     |
| Tomasz Owczarek     |                | Polska     |
| Wojciech Pawlak     |                | Polska     |
| Jarosław Rębiewski  |                | Polska     |
| Marcin Sapa         |                | Polska     |
| Marcin Wolak        |                | Polska     |
| Piotr Zaradny       |                | Polska     |

| Imię i nazwisko       | funkcja                       | Narodowość |
| Jerzy Bednarek        | dyrektor sportowy             | Polska     |
| Jacek Marczyński      | dyrektor sportowy             | Polska     |
| Andrzej Kołodziejczyk | asystent dyrektora sportowego | Polska     |

## Nazwa grupy w poszczególnych latach
| lata      | nazwa                                |
| --------- | ------------------------------------ |
| 1995      | ViS-Tramwajarz-Orzeł                 |
| 1996      | Mikomax                              |
| 1997      | Mikomax-To i Owo                     |
| 1998      | Mikomax-To i Owo-Browar Namysłów     |
| 1999      | Mikomax-Dino 96-Browar Staropolski   |
| 2000      | Mikomax-Browar Staropolski-Oknoplast |
| 2001–2003 | Mikomax-Browar Staropolski           |
| 2004      | Knauf-Mikomax                        |